# Capitomastus aciculatus
Capitomastus aciculatus är en ringmaskart som beskrevs av Hartman 1959. Capitomastus aciculatus ingår i släktet Capitomastus och familjen Capitellidae. Inga underarter finns listade i Catalogue of Life.